# Alibertia longiflora
Alibertia longiflora är en måreväxtart som beskrevs av Karl Moritz Schumann. Alibertia longiflora ingår i släktet Alibertia och familjen måreväxter. Inga underarter finns listade i Catalogue of Life.